# Brama-dzwonnica w Siedlcach
Brama-dzwonnica (albo Brama księżnej Ogińskiej) – brama wjazdowa do Siedlec z lat 1773–1776. Rozebrana przez Niemców podczas II wojny światowej, nigdy nie doczekała się odbudowy. Znajdowała się na początku ul. Józefa Piłsudskiego (dawniej ul. Warszawska) na wschodniej granicy miasta ze Starą Wsią (obecnie dzielnica miasta). Wielokrotnie planowano odbudowę bramy, lecz nie dokonano tego ze względów komunikacyjnych.

## Historia
Brama została wzniesiona w latach 1773–1776 na polecenie księżnej Aleksandry Ogińskiej. Miała kształt łuku triumfalnego o trzech arkadach, pełniła również funkcję dzwonnicy. Architektem budowli prawdopodobnie był Szymon Bogumił Zug, brama miała 22 m wysokości.
Podczas I wojny światowej Rada Miejska nadała dzwonnicy miano „Bramy księżnej Ogińskiej”.
W dniach 10–13 maja 1941 r. brama została rozebrana przez hitlerowców z uwagi iż utrudniała przejazd pojazdów pancernych w drodze na front wschodni. Po wojnie brama nie została odbudowana ze względów komunikacyjnych. Pozostały jedynie skrzydła boczne zawierające pomieszczenia użytkowe.
Około 2019–2023 r. pomieszczenia użytkowe zostały wyremontowane. Odświeżono elewację i pozbyto się reklam ze ścian budynków.
11 sierpnia 2025 r. podczas przebudowy skrzyżowania ulic Piłsudskiego i Floriańskiej odsłonięto fundamenty bramy - dzwonnicy.

## Odbudowa bramy
Pomysł odbudowy bramy pojawiał się wielokrotnie wśród mieszkańców. W 2002 r. powstało Siedleckie Stowarzyszenie Społeczno-Kulturalne „Brama”, którego głównym celem była odbudowa zniszczonego zabytku. 
3 maja 2015 r. Siedleckie Stowarzyszenie Społeczno-Kulturalne „Brama” zorganizowało imprezę dotyczącą odbudowy bramy miasta. Zabytku nie można było jednak odbudować, z uwagi na utrudnienia w ruchu jakie spowodowałby nowy obiekt. Jedyną szansą na przywrócenie bramy miał być IV etap rozbudowy wewnętrznej obwodnicy miasta, która łączyłaby ul. Kazimierzowską z ul. Janowską.
W 2017 r. pojawiły się pierwsze projekty odbudowy bramy, tak aby ruch mógł odbywać się w dwie strony. Wielu zwolenników było przeciwko temu pomysłowi, argumentując, że w efekcie nie byłby to już ten sam zabytkowy obiekt. Brama miała powrócić w dawne miejsce w 2018 r., lecz tak się nie stało.
W 2018 r. ponownie rozpoczęto gromadzenie środków i projektowanie nowej bramy. Wstępny koszt bramy miał wynosić 2 miliony zł, a brama miała powstać w 2021 r. w 80. rocznicę zburzenia jej przez hitlerowców, lecz ponownie tak się nie stało.

## Galeria

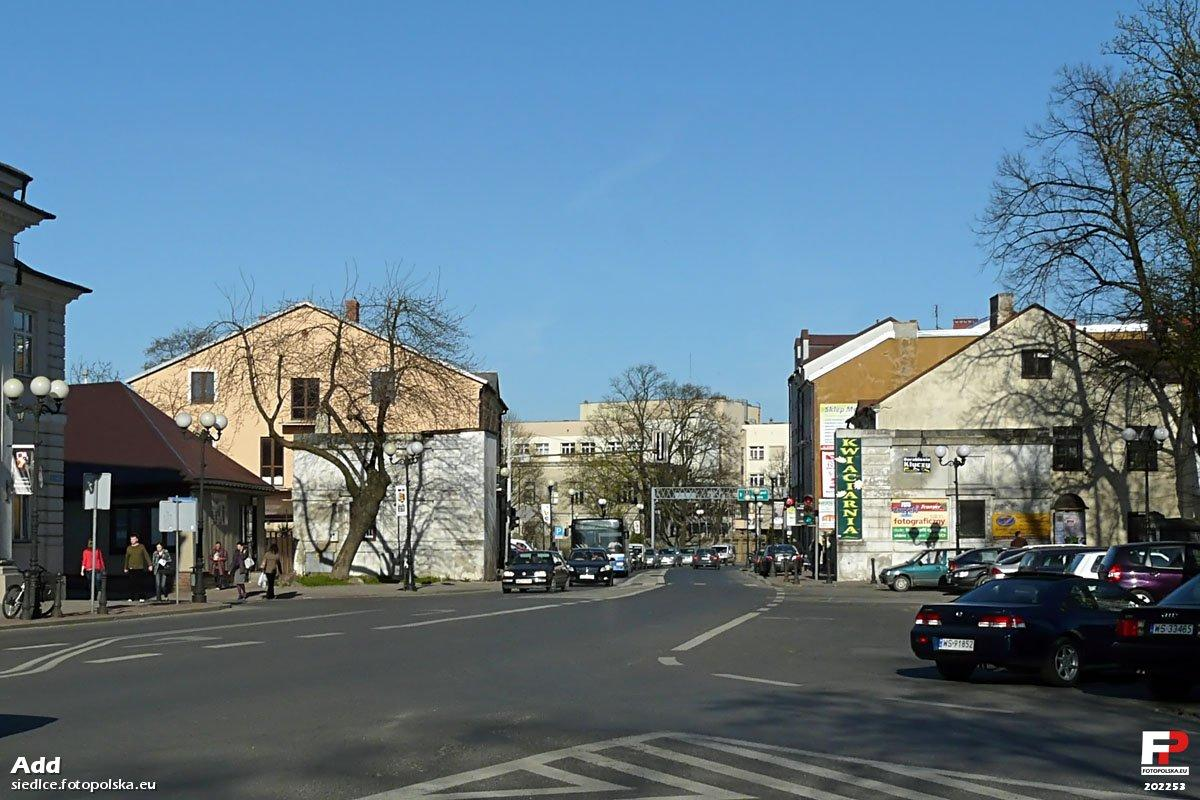
Ten sam widok na nieistniejącą bramę współcześnie
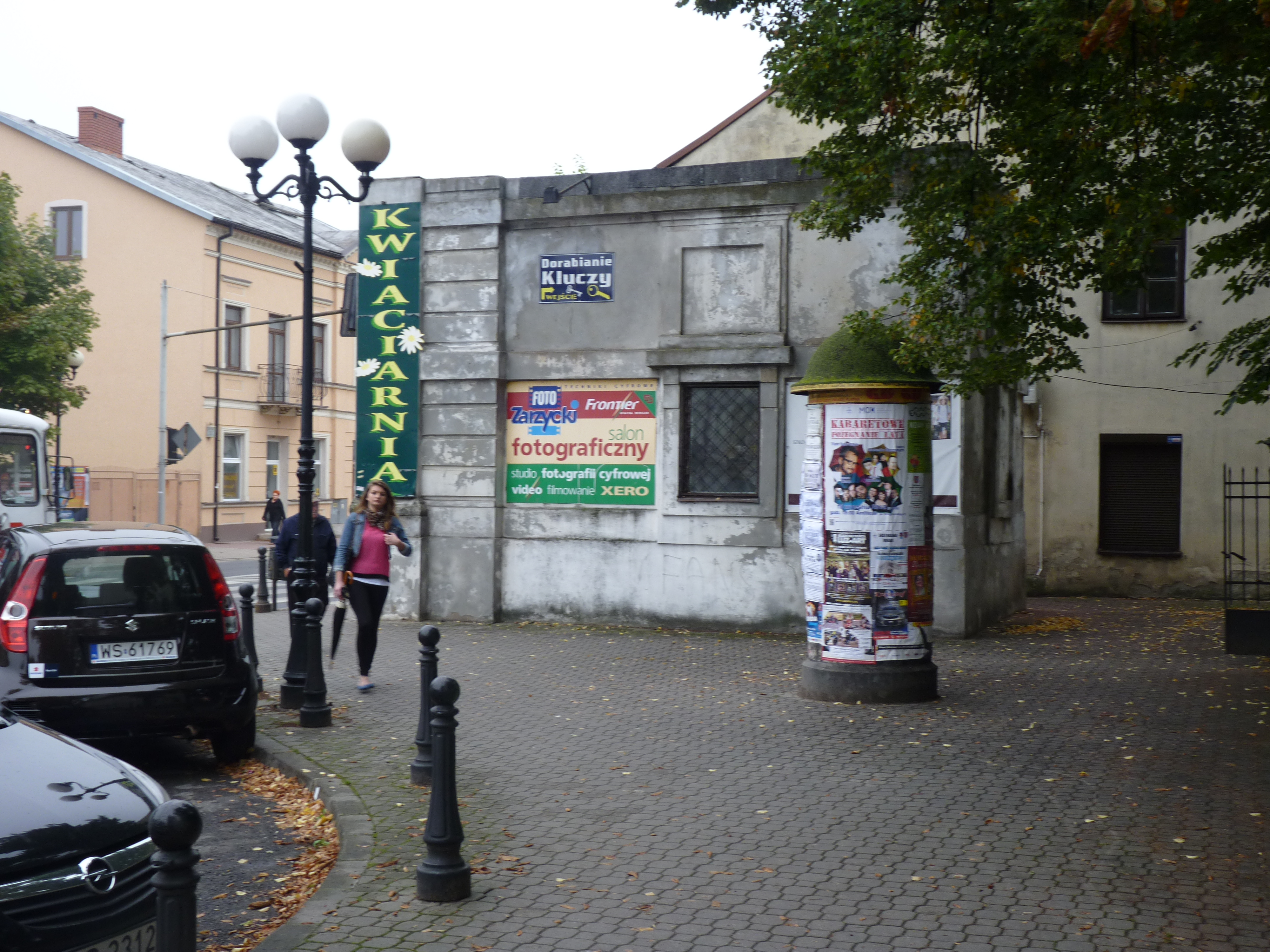
Pozostałości bramy przed remontem elewacji (2012 r.)
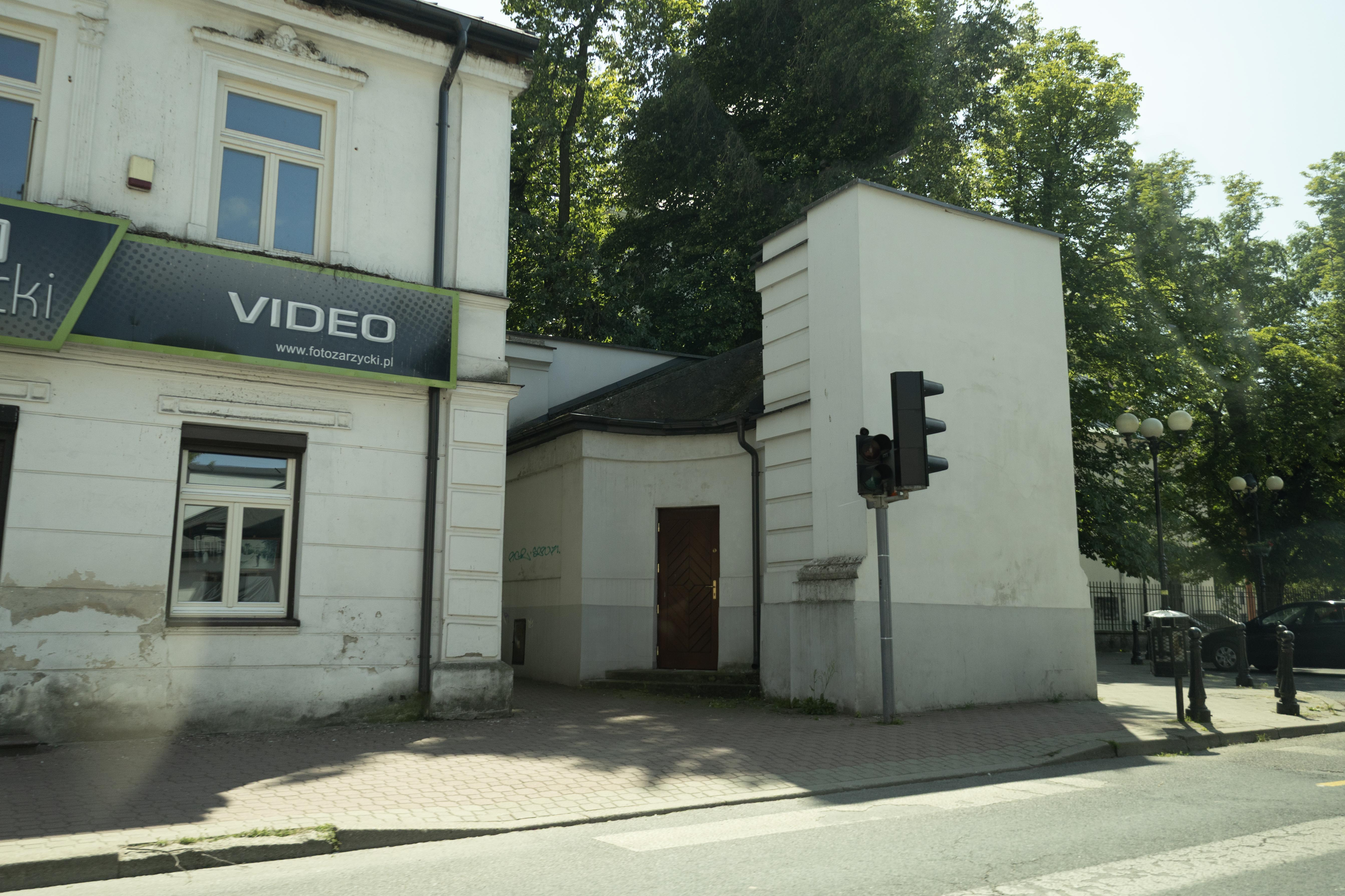
Odświeżone pozostałości bramy (2025 r.)
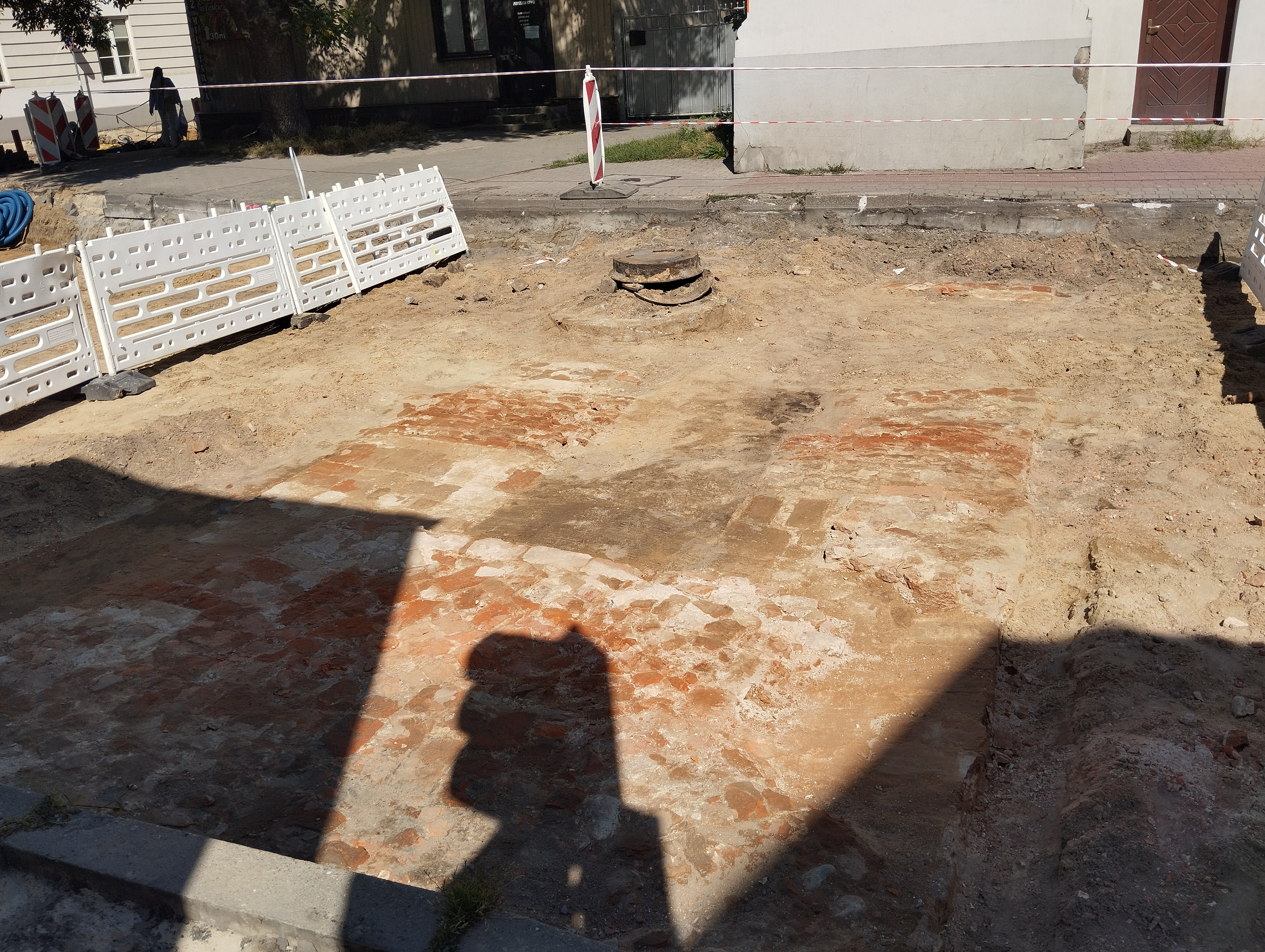
Fundamenty bramy odsłonięte podczas przebudowy ul. Piłsudskiego (13 sierpień 2025 r.)